# Sprague (Connecticut)
Sprague è un comune di 2.992 abitanti degli Stati Uniti d'America, situato nella Contea di New London nello Stato del Connecticut.